# Griselda (Scarlatti)

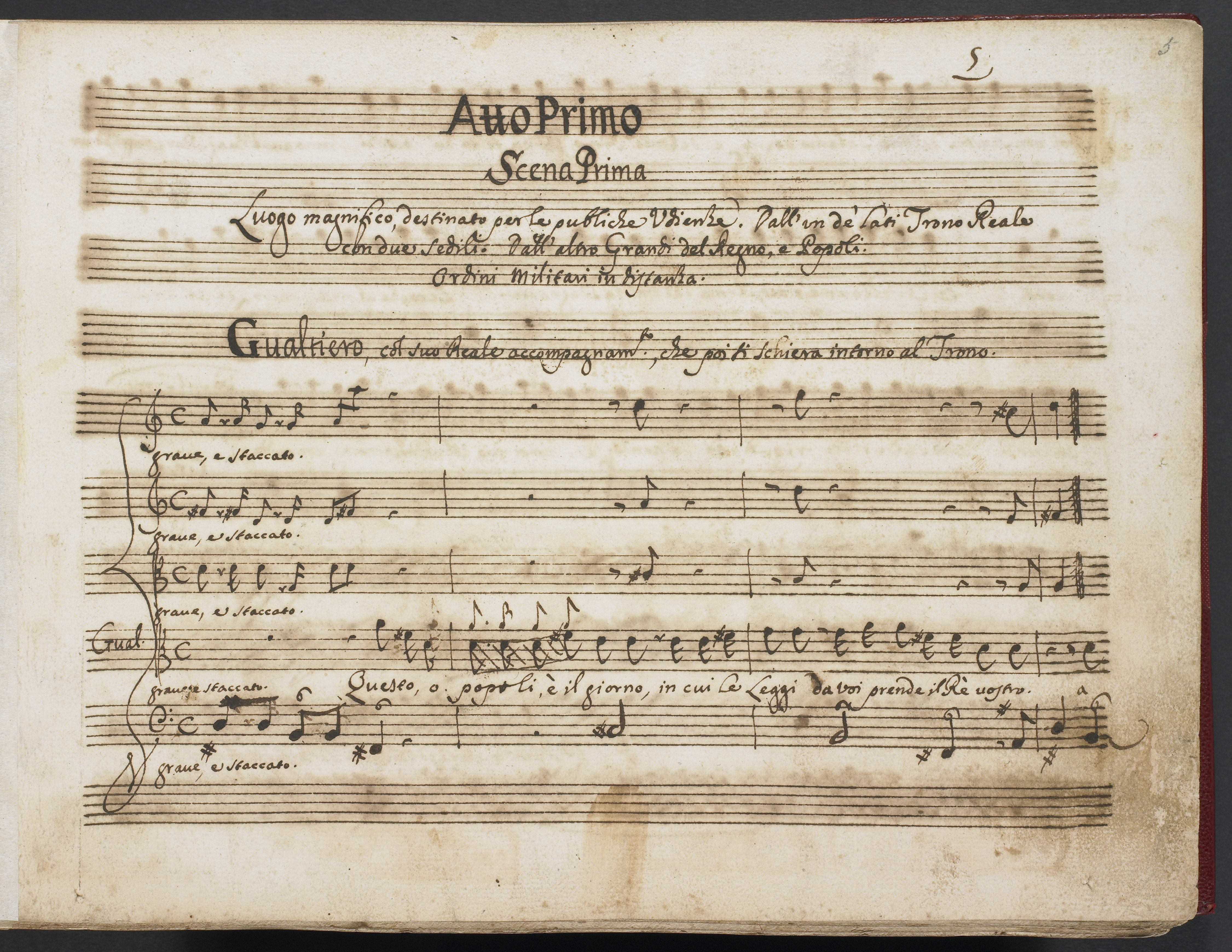
Manuskript von Alessandro Scarlatti

Griselda ist eine opera seria in drei Akten von Alessandro Scarlatti nach dem Libretto Griselda von Apostolo Zeno. Sie wurde im Jahr 1721 fertiggestellt.

## Entstehung
Die Oper, die ursprünglich La Griselda hieß, wurde 1721 als letzte Oper Scarlattis fertiggestellt und im selben Jahr in Rom am Teatro Capranico uraufgeführt. Sie wurde von Scarlatti gemeinsam mit drei anderen Opern während seines letzten, drei Jahre währenden Aufenthaltes in Rom (ab 1718) geschrieben. Eine dieser Opern war Marco Attilio Regolo. Die beiden anderen Opern sind verschollen. Scarlatti vermerkte auf dem Manuskript, dass La Griselda seine 114. Oper sei, was hieße, dass beinahe die Hälfte seiner Opern gänzlich verschollen sind.
Da Frauen auf den Bühnen in Roms verboten waren, wurden ursprünglich alle Partien von Männern dargestellt, in diesem Fall fünf Kastraten und ein Tenor. Die Titelrolle der Griselda sang der auf Frauenrollen spezialisierte Soprankastrat Giacinto Fontana, genannt Farfallino; die seconda donna Costanza wurde von dem jungen Giovanni Carestini interpretiert; den Gualtiero sang der berühmte Altist Antonio Bernacchi; die übrigen Sänger waren Andrea Pacini (Ottone), Matteo Lucchini (Corrado) und Bartolomeo Bartoli (Roberto).

## Handlung

### Erster Akt
Am sizilianischen Hof: Vor Beginn der eigentlichen Handlung heiratet König Gualtiero eine Schäferin namens Griselda. Hofstaat und Volk sind hierüber gleichermaßen empört, sodass Gualtiero das erste Kind dieser Ehe, Costanza, seinem Freund Corrado, dem Prinzen von Apulien, anvertraut und öffentlich verlauten lässt, er habe es getötet und werde Griselda verlassen.
Ottone, ein Mitglied des Hofstaates, verkündet nun die Ankunft von Gualtieros neuer Braut, die keine andere ist als seine eigene Tochter Costanza, was jedoch niemand weiß. Sie kommt mit Corrados Bruder Roberto, in den sie verliebt ist und der sie wieder liebt, weshalb die beiden über Gualtieros Pläne sehr bestürzt sind. Ottone wiederum erhofft sich, dass seine lange gehegte Liebe für Griselda nun von ihr erhört wird. Sie lehnt jedoch ab und verlässt mit ihrem Sohn Everardo den Hof. Costanza wird in ihre neuen Gemächer geführt.

### Zweiter Akt
Griselda, nun in ihrem alten Zuhause auf dem Land, wird von Ottones Avancen nicht in Ruhe gelassen. Corrado kommt zu Griselda mit der Nachricht, er solle Everardo den wilden Tieren vorwerfen. Er hat jedoch Mitleid und lässt Griselda ihr Kind. Dann erklärt Ottone, er habe den Auftrag, das Kind zu töten.
Am Hof treffen sich Costanza und Roberto. Gualtiero kommt hinzu und versucht herauszufinden, worüber die beiden gesprochen haben. Eine Jagdgesellschaft bricht auf und kommt in die Nähe von Griseldas Hütte. Costanza ist bei ihnen und trifft auf Griselda. Die beiden Frauen fühlen sofort eine tiefe Verbundenheit zueinander. Corrado und Gualtiero kommen hinzu. Schließlich taucht Ottone mit einer Schar bewaffneter Männer auf, um Griselda mit Gewalt zu rauben. Gualtiero hindert ihn daran. Auf Costanzas Drängen hin nimmt Gualtiero Griselda als Dienerin mit zurück an den Hof.

### Dritter Akt
Zurück im Palast, wird Griselda weiterhin von Ottone bedrängt. Sie versucht Costanza davon zu überzeugen, Gualtiero zu lieben. Roberto bittet in seiner Verzweiflung Costanza, ihn zu töten. Ottone gesteht Gualtiero seine Liebe zu Costanza. Dieser verspricht, Ottone werde Griselda zur Frau bekommen, sobald er selbst Costanza geheiratet habe. Er verbietet Griselda zu weinen und preist zugleich ihre Stärke. Roberto verabschiedet sich von Costanza. Griselda versucht vergeblich, bei Gualtiero für die Liebenden zu bitten. Die Hochzeit wird vorbereitet. Gualtiero lässt öffentlich verlauten, dass Griselda Ottone zur Frau gegeben werde. Griselda antwortet, sie werde lieber sterben. Da umarmt Gualtiero seine Gemahlin, die nun auch diesen Test ihrer Redlichkeit bestanden hat. Ottone gibt zu, das Volk aus Liebe zu Griselda aufgehetzt zu haben. Gualtiero lüftet das Geheimnis um Costanzas Herkunft. Sie und Roberto dürfen nun heiraten. Liebe und Treue triumphieren.

## Aufnahmen
- 1960 – Bruno Maderna (Dirigent), Sinfonieorchester des Norddeutschen Rundfunks, Hannoversche Solistenvereinigung.
 Pierre Mollet (Gualtiero), Mirella Freni (Griselda), Eugenia Ratti (Costanza), Peter Witsch (Corrado), Ernst Haeflinger (Roberto), Heinz Rehfuss (Otone).
 Arkadia CDMAD 015 (3 CDs; kombiniert mit anderen Werken).[5]
- 29. Oktober 1970 – Nino Sanzogno (Dirigent), Orchester und Chor der RAI Napoli.
 Sesto Bruscantini (Gualtiero), Mirella Freni (Griselda), Carmen Lavani (Costanza), Veriano Luchetti (Corrado), Luigi Alva (Roberto), Rolando Panerai (Otone).
 Live aus der Stagione lirica all’Auditorium in Neapel.
 Bismark Beane MRF 117 (2 LPs), Memories HR A 154-155 (2 CDs); Opera d’Oro OPD 1308 (2 CDs).[5]
- 1976? – Lawrence Moe (Dirigent), Orchester der University of California, Berkeley.
 Daniel Collins (Gualtiero), Carole Bogard (Griselda), Kari Windingstad (Costanza), Riccardo Cascio (Corrado), Judith Nelson (Roberto).
 Studioaufnahme; Ausschnitte.
 Cambridge CRS 2903 (1 LP).[5]
- 20. Dezember 2000 – René Jacobs (Dirigent), Akademie für Alte Musik Berlin.
 Lawrence Zazzo (Gualtiero), Veronica Cangemi (Griselda), Miah Persson (Costanza), Daniel Kirch (Corrado), Malena Ernman (Roberto), Artur Stefanowicz (Otone).
 Live, konzertant aus dem Théâtre des Champs-Élysées in Paris.[6]
- 2002 – René Jacobs (Dirigent), Akademie für Alte Musik Berlin.
 Lawrence Zazzo (Gualtiero), Dorothea Röschmann (Griselda), Veronica Cangemi (Costanza), Kobie van Rensburg (Corrado), Silvia Tro Santafé (Roberto), Bernarda Fink (Otone).
 Studioaufnahme.
 Harmonia Mundi France HMC 901805/07 (3 CDs), Harmonia Mundi France HMC 801805/07 (3 CDs).[5]